# ハロウィン・インベーダー/火星人襲来!?
『ハロウィン・インベーダー/火星人襲来!?』（かせいじんしゅうらい、Spaced Invaders）は、1990年のアメリカ合衆国のSFコメディ映画。

## ストーリー
火星帝国原子力宇宙海軍国境警備第7戦隊は、提督が任務に失敗した責任を負わされて処刑され、その代わりに独裁的な執行官が指揮を執ることになった。
イリノイ州ビッグ・ビーンでは、保安官が活躍する機会がないほど平和な日々が続いていた。だが、農業信託銀行の頭取であるクレンベッカーという人物が町に来てから、ビッグ・ビーンを大都会化しようと計画する彼の手によって町の人々は迫害されていた。クレンベッカーは、自分の身を守るために新しく保安官を雇う法案を可決させ、町の保安官として勤務することになったサムは、1人娘のキャシーと引っ越してきた。ハロウィン当日、レンチミュラーという老人が銃を持って農業信託銀行に入ろうとしているのを見たサムが彼を止めると、銃が空砲でクレンベッカーを脅かすだけのつもりだったと話される。レンチミュラーは、クレンベッカーに一方的にローンの停止を通告され、生活が立ち行かなくなることを抗議するために行動を起こしたという。しかしそんな彼をクレンベッカーはあざ笑い、追い払われたレンチミュラーは失意のうちに帰っていった。そのころ宇宙では、第7戦隊の指揮官となった執行官が暴走し、全滅の危機に陥っていた。
帰宅したサムは、キャシーとこの町での生活について話し合っていた。サムの妻は早くに亡くなり、やっと生活が落ち着いてきたときにこの町に引っ越すことになったため、キャシーの精神的負担は大きかった。ハロウィンの仮装の話になり、キャシーはエイリアンの格好をすることにしたが、田舎の町でエイリアンの仮装をして大丈夫か不安だった。夜、ラジオではハロウィン記念としてオーソン・ウェルズの『火星人襲来』が放送されていた。だが偶然にも、第7戦隊を救出しに来た火星人グループがその放送を傍受し、勘違いした彼らは第7戦隊を援護しようと地球に降り立つ。

## キャスト
| 役名               | 俳優                                                | 日本語吹替 |
| ------------------ | --------------------------------------------------- | ---------- |
| サム               | ダグラス・バー                                      | 江原正士   |
| レンチミュラー     | ロイヤル・ダノ                                      | 八奈見乗児 |
| キャシー           | アリアナ・リチャーズ                                | 坂本真綾   |
| ブライアン         | J・J・アンダーソン                                  | 折笠愛     |
| クレンベッカー     | グレッグ・バーガー                                  | 石塚運昇   |
| ブラズニー         | ケヴィン・トンプソン                                | 大塚芳忠   |
| ビプト大尉         | ジミー・ブリスコー ジェフ・ウィンクレス（声）       | 緒方賢一   |
| ペズ               | トニー・コックス ブルース・ラノイル（声）           | 龍田直樹   |
| ジップロック博士   | デビー・リー・キャリントン ジョー・アラスカイ（声） | 小形満     |
| ギギーウィグ       | トミー・マッデン トニー・ポープ（声）               | 荒川太郎   |
| ヴァーン           | ウェイン・アレクサンダー                            | 納谷六朗   |
| ラッセル           | フレッド・アップルゲイト                            | 安西正弘   |
| ヴァンダースプール | パトリカ・ダーボ                                    | さとうあい |
| ラジオアナウンサー | ケイシー・サンダー                                  | 田原アルノ |
| 執行官             | パトリック・リード・ジョンソン（声）                | 笹岡繁蔵   |

## スタッフ
- 監督：パトリック・リード・ジョンソン（英語版）
- 脚本：パトリック・リード・ジョンソン、スコット・ローレンス・アレクサンダー
- 製作：ルイジ・チンゴラーニ
- 製作総指揮：ジョージ・ゼセヴィック
- 撮影監督：ジェームズ・L・カーター
- プロダクションデザイナー：アンソニー・トレンブレイ
- 編集：セス・ゲイヴン、ダニエル・グロス
- 音楽：デヴィッド・ルッソ
- 衣裳デザイン：サーニャ・ミルコヴィック・ヘイズ
- 日本語字幕：上野圭一